# Eddy County (North Dakota)
Das Eddy County ist ein County im Bundesstaat North Dakota der Vereinigten Staaten. Der Verwaltungssitz (County Seat) ist New Rockford.

## Geographie
Das County liegt nordöstlich des geographischen Zentrums von North Dakota und hat eine Fläche von 1889 Quadratkilometern, wovon 37 Quadratkilometer Wasserfläche sind. Es grenzt im Uhrzeigersinn an folgende Countys: Benson County, Nelson County, Griggs County, Foster County und Wells County.

## Geschichte
Eddy County wurde am 31. März 1885 gebildet. Benannt wurde es nach Ezra B. Eddy, einem der ersten Bankiers dieser Gegend in Fargo.
Fünf Bauwerke und Stätten des Countys sind im National Register of Historic Places eingetragen (Stand 22. März 2018).

## Demografische Daten

Alterspyramide des Eddy County

Nach der Volkszählung im Jahr 2000 lebten im Eddy County 2.757 Menschen in 1.164 Haushalten und 743 Familien. Die Bevölkerungsdichte betrug 2 Einwohner pro Quadratkilometer. Ethnisch betrachtet setzte sich die Bevölkerung zusammen aus 96,37 Prozent Weißen, 0,07 Prozent Afroamerikanern, 2,36 Prozent amerikanischen Ureinwohnern, 0,15 Prozent Asiaten, 0,07 Prozent Bewohnern aus dem pazifischen Inselraum und 0,25 Prozent aus anderen ethnischen Gruppen; 0,73 Prozent stammten von zwei oder mehr Ethnien ab. 0,62 Prozent der Bevölkerung waren spanischer oder lateinamerikanischer Abstammung.
Von den 1.164 Haushalten hatten 27,7 Prozent Kinder und Jugendliche unter 18 Jahre, die bei ihnen lebten. 56,4 Prozent waren verheiratete, zusammenlebende Paare, 5,0 Prozent waren allein erziehende Mütter, 36,1 Prozent waren keine Familien, 34,2 Prozent waren Singlehaushalte und in 20,4 Prozent lebten Menschen im Alter von 65 Jahren oder darüber. Die Durchschnittshaushaltsgröße betrug 2,30 und die durchschnittliche Familiengröße lag bei 2,96 Personen.
Auf das gesamte County bezogen setzte sich die Bevölkerung zusammen aus 23,6 Prozent Einwohnern unter 18 Jahren, 6,1 Prozent zwischen 18 und 24 Jahren, 22,5 Prozent zwischen 25 und 44 Jahren, 23,1 Prozent zwischen 45 und 64 Jahren und 24,7 Prozent waren 65 Jahre alt oder darüber. Das Durchschnittsalter betrug 44 Jahre. Auf 100 weibliche Personen kamen 95,5 männliche Personen. Auf 100 Frauen im Alter von 18 Jahren oder darüber kamen statistisch 92,3 Männer.
Das jährliche Durchschnittseinkommen eines Haushalts betrug 28.642 USD, das Durchschnittseinkommen der Familien betrug 37.625 USD. Männer hatten ein Durchschnittseinkommen von 24.063 USD, Frauen 20.344 USD. Das Prokopfeinkommen betrug 15.941 USD. 6,9 Prozent der Familien und 9,7 Prozent Familien lebten unterhalb der Armutsgrenze. Davon waren 11,5 Prozent Kinder oder Jugendliche unter 18 Jahre und 11,0 Prozent waren Menschen über 65 Jahre.